# Rougemontiers
Rougemontiers é uma comuna francesa na região administrativa da Normandia, no departamento de Eure. Estende-se por uma área de 11,91 km². Em 2010 a comuna tinha 1 069 habitantes (densidade: 89,8 hab./km²).